# バノヴィチ
バノヴィチ（ボスニア語: Banovići、クロアチア語: Banovići、セルビア語: Бановићи）はボスニア・ヘルツェゴビナ北東部の町およびそれを中心とした基礎自治体である。ボスニア・ヘルツェゴビナを構成する構成体のうちボスニア・ヘルツェゴビナ連邦のトゥズラ県に属する。バノヴィチの集中的な開発が始まったのはブルチコとバノヴィチを結ぶ鉄道の建設と一緒で1946年のことであった。質の高いバノヴィチの褐炭はヨーロッパ中では良く知られている。

## 地理
バノヴィチ自治体はコニュ山（Konjuh）の麓に位置する。バノヴィチの町の集落はリトヴァ川（Litva）の土手に築かれ町の平均標高は332mである。基礎自体の面積は185平方キロメートルで以下の地区を含んでいる。（Grad I, Grad II, Grad III, Banovići Selo, Repnik, Podgorje, Grivice, Treštenica, Tulovići, Oskova, Željova, Omazići, Lozna, Seona, Aljkovići, Pribitkovići, Brezovača, Bučik）1991年に行われた国勢調査による人口は26,507人で、そのうち72%はボシュニャク人、17%はセルビア人、2%はクロアチア人で、9%はその他の民族であった。2000年の推計ではバノヴィチの人口は29,000人でこれらの相当数はボスニア・ヘルツェゴビナ紛争による難民である。

## 歴史
最古の集落はトゥロヴィチ村のグラディナ丘にあり、残されていた物質文化から先史時代に遡るとされる。プリビトコヴィチ村には洞窟群があり、装飾が豊かな洞窟がある。中心部の集落の名称はバノヴィチ・セロにあるステチュツィの石に施されている彫刻の装飾とユリの花、またボスニア・キリル文字で示されている。いくつかのステチャクのネクロポリが見つかっており、バノヴィチはドラメシン郡に属していた。この郡と集落の名称はトルコの典拠にも言及されている。この名称の郡は19世紀まで続いていた。バノヴィチの集中的な開発はブルチコ・バノヴィチ鉄道の建設から始まっている。それまで、数少ない民家があるだけであったバノヴィチの集落は1961年には4,611人が暮らすようになった。質の高い褐炭の開発が進み、大規模な多数の金属や非金属の産業施設の建設が進み集落は近代的な町の体裁が整うようになっていき、ジヴィニツェ（Živinice）やザヴィドヴィチ（Zavidovići）を結ぶ幹線道路の建設が進んだ。褐炭の開発を基盤にバノヴィチやトゥズラ県の開発はさらに進んだ。

## 経済
"RMU Banovići" はボスニア・ヘルツェゴビナを基盤とする企業で、鉱業により収益上げている。主な業務は地下採掘や露天掘り、褐炭の分離や分配である。露天掘りはČubrić、Grivice、Turijaで操業し、地下鉱はOmazići、分離施設はOskovaにある。 "RMU Banovići"は2,600人を雇用しており、炭鉱ではボスニアや以前のユーゴスラビアではもっとも成功した企業の一つである。RMUは産出量の60%を近くのトゥズラ発電所に販売し、石炭はボスニア国内以外にもクロアチアやセルビアにも輸出されている。ここ数年間で施設の近代化のため4,000万マルカが投資され2,000万マルカの収益を上げるのに貢献している。他の主要な企業にはストーブ製造の"Helios"、建材工場の"FGO"、衣類の"Borac"などがある。

## 文化
"Radnički Dom" は町の文化的な中心で、ラジオ局や町の図書館、劇場、レストランなどが含まれている。Radnički Domには炭坑夫のフシノ（Husino）での反乱をモチーフにした壁画があり、この作品はボスニアや以前のユーゴスラビアでは巨匠であった画家イスメット・ムイェジノヴィッチ（Ismet Mujezinović）の1960年代前半の作品である。
町の映画館は数年前に新しくなり、名称もボスニア文化センター（Bosanski kulturni centar,BKC）と新しくなった。ユースセンターである"Pinkland" は1995年に社会的、文化的、レクレーションの格差を埋めるため創設された。このセンターではコンピュータや音楽、絵画、木工、ダンスなどのクラスの他、スポーツ、サマーキャンプ、ピクニックなどが1,600人以上に提供されている。Pinklandは地元の学校や当局、警察、NGOと協力している。国際的な重要なパートナーはカナダ政府やスイス開発協力機構、フィンランドのフーマク大学やフィンランドのNGO Etnokultである。

### スポーツ
FKブドゥチノスト・バノヴィチはバノヴィチ自治体では一番古いスポーツクラブである。ブドゥチノストはボスニア語で未来を意味し、クラブが設立された1947年当時人々の希望の象徴であった。クラブは収容人員5,000人のグラドスキ・スタディオンでプレーしている。チームの色は濃い緑と黒である。1978−1979年のボスニア・ヘルツェゴビナリーグに初参戦した。
今日、FKブドゥチノスト・バノヴィチはボスニア・ヘルツェゴビナサッカー協会の会員である。1998/99のシーズンからボスニアの上位リーグプレミイェル・リーガに参戦した。2000/01年のシーズンにはチェコのチェコのFKドルノヴィツェと対戦している。バノヴィチで成功しているクラブには女子バスケットクラブチームのŽKK RMU Banovićiがある。こちらも、ボスニア・ヘルツェゴビナのトップリーグに参戦している。男子バスケットボールのクラブチーム KK LitvaはA2リーグ-Northに参戦しているが、もっとも成功したのは1990年代であった。他に成功しているクラブチームにはハンドボールのRK Banovićiがあり、ボスニア・ヘルツェゴビナのトップリーグで活躍している。

### 音楽
バノヴィチにはここ数年間、いくつかのバンドがありそのうちのいくつかは現在でも活動している。Impuls、Aquarius、Domaviaなどが知られる。 DomaviaはBHラジオフェスティバルに参加している。フィンランドのNGOとフーマク大学によってボスナ・フェース音楽祭が組織されピンクランドとBanovici Chomy chomeで共催された。

## 統計
| バノヴィチ自治体の人口 |                 |                 |                 |
| 統計年                 | 1991.           | 1981.           | 1971.           |
| ボシュニャク人         | 19,162 (72.06%) | 16,440 (68.94%) | 14,409 (70.86%) |
| セルビア人             | 4,514 (16.97%)  | 4,046 (16.96%)  | 4,441 (21.84%)  |
| クロアチア人           | 550 (2.06%)     | 728 (3.05%)     | 919 (4.51%)     |
| ユーゴスラビア人       | 1,928 (7.25%)   | 2,255 (9.45%)   | 363 (1.78%)     |
| その他・不明           | 436 (1.63%)     | 377 (1.58%)     | 202 (0.99%)     |
| 合計                   | 26,590          | 23,846          | 20,334          |

現在では人口の90%以上をボシュニャク人が占めている。

## 出身者
- ネルミン・ハスキッチ - サッカー選手